# Agnostida
Agnostida zijn een orde binnen de klasse van de trilobieten, een groep bekende, uitgestorven, in zee levende geleedpotigen die verschenen aan het einde van het Onder-Cambrium, en hun bloeitijd beleefden tijdens de Midden-Cambrium. De laatste Agnostida leefden aan het eind van het Ordovicium, toen ze samen met een groot deel van de bekende diersoorten uitstierven. In het Onder-Cambrium kwamen deze diertjes gelijktijdig voor met trilobieten uit de Redlichiida, Corynexochida en Ptychopariida ordes. De Agnostida zijn (meestal) zeer klein tot klein (enkele millimeters tot ongeveer 2 cm), met een langwerpig kopschild en staartschild van gelijke omtrek en 2 of 3 thoraxsegmenten daartussen. Primitievere Agnostida hadden ogen en scheurlijnen die over de bovenrand van het oog lopen en zowel voor als achter het oog naar de zijkant van de kop lopen (de zogenoemde proparische suturen), maar latere soorten, waaronder alle Agnostina waren blind en zijn de suturen verloren.

## Taxonomie
De Agnostida zijn verdeeld in twee subordes, de Agnostina en de Eodiscina. De systematische positie van de suborde Agnostina binnen de klasse Trilobita blijft onzeker, en er is voortdurend discussie of het nu echte trilobieten zijn of een zijtak vormen. Het belangrijkste argument om de positie van de Agnostina ter discussie te stellen zijn de poten van larven van één soort  die sterk verschillen van die van volwassenen trilobieten. Dit suggereert dat de Agnostina geen deel uitmaken van de Lamellipedia, waarvan trilobieten en Nektaspida deel uitmaken. In plaats daarvan lijken de ledematen van deze agnostida larven sterk op die van stamgroep schaaldieren, hoewel zij niet het karakteristieke basiskootje (de proximale endiet) missen van deze groep. In dat geval zij waarschijnlijk het zustertaxon van de schaaldieren, en als zodanig deel van de  Crustaceomorpha. Andere onderzoekers hebben gesuggereerd op basis van een analyse van cladistische dorsale exoskeletal kenmerken dat Eodiscina en Agnostida nauw verenigd en dat de Eodiscina afstammen van de trilobietenorde Ptychopariida.

### Indeling
- Onderorde Agnostina
  - Superfamilie Agnostoidea
    - Familie Agnostidae
    - Familie Ammagnostidae
    - Familie Clavagnostidae
    - Familie Diplagnostidae
    - Familie Doryagnostidae
    - Familie Glyptagnostidae
    - Familie Metagnostidae
    - Familie Peronopsidae
    - Familie Ptychagnostidae
    - Familie Spinagnostidae

  - Superfamilie Condylopygoidea
    - Familie Condylopygidae
- Onderorde Eodiscina
  - Superfamilie Eodiscoidea
    - Familie Calodiscidae
    - Familie Eodiscidae
    - Familie Hebediscidae
    - Familie Tsunyidiscidae
    - Familie Weymouthiidae
    - Familie Yukoniidae

## Ecologie
Wetenschappers hebben lang gedebatteerd over de vraag of de Agnostida een pelagische of een benthische levenswijze hadden. Hun gebrek aan ogen, lichaamsbouw die niet geschikt is om te zwemmen, en het feit dat ze samen gevonden worden met andere benthische trilobieten wijzen er allemaal op dat de Agnostida op de zeebodem leefden. Ze hebben waarschijnlijk geleefd in die gebieden van de oceaanbodem die weinig of geen licht ontvingen van afval dat uit de bovenste lagen van de zee af naar beneden dwarrelde. In tegenspraak met zo'n benthische levenswijze staat hun grote geografische spreiding. De thorax lijkt als scharnier te functioneren tussen het kop- en staartschild, waardoor het dier op een tweekleppige ostracode lijkt en mogelijk ook een vergelijkbare levensstijl had. Recent onderzoek wijst er echter op dat sommige Agnostida  roofdieren of aaseters waren, die wellicht in groepen hebben gejaagd.
Ze zijn soms bewaard gebleven binnenin de holtes van andere organismen, bijvoorbeeld in de schelpen van hyolieten, in sponzen, de gangen van wormen en onder de pantsers van tweekleppige geleedpotigen. Vermoedelijk diende dit om zich te verbergen voor roofdieren of sterke  stromingen, of misschien onderwijl voedsel te verzamelen zoals in het geval van hun verblijf in de taps toelopende cocon van Selkirkia, waarin trilobieten altijd hun kop  naar de opening gericht hebben, wat suggereert dat ze er omgekeerd in zijn gekropen. Omdat er geen vervellingsresten van agnostida in deze andere organismen gevonden zijn, is bescherming tijdens het vervellen niet de voornaamste reden voor het zoeken naar onderdak.